# Xã Elwood, Quận Vermilion, Illinois
Xã Elwood (tiếng Anh: Elwood Township) là một xã thuộc quận Vermilion, tiểu bang Illinois, Hoa Kỳ. Năm 2010, dân số của xã này là 1.647 người.